# آلفونس هیگل
آلفونس هیگل (انگلیسی: Alfons Higl؛ زادهٔ ۱۷ دسامبر ۱۹۶۴) بازیکن فوتبال اهل آلمان است.
از باشگاه‌هایی که در آن بازی کرده‌است می‌توان به باشگاه فوتبال فرایبورگر، باشگاه فوتبال آگسبورگ، باشگاه فوتبال فرایبورگ، باشگاه فوتبال اس‌سی فورتونا کلن، و باشگاه فوتبال کلن اشاره کرد.